# Bedřich Stefan
Bedřich Stefan (9. prosince 1896 v Královských Vinohradech (nyní Praha) – 31. března 1982 v Praze) byl český sochař, medailér a profesor Vysoké školy uměleckoprůmyslové v Praze.

## Život
Bedřich Stefan se narodil v rodině drážního úředníka Bedřicha Stefana (1860—??) a matky Marie, rozené Havlenové (1871—??). Byl prostřední ze tří dětí.
V letech 1911–14 se učil v Praze štukatérem a navštěvoval večerní kursy kreslení na uměleckoprůmyslové škole (prof. Luděk Wurzl, J. Plichta). Roku 1914 byl přijat ke studiu u prof. Josefa Drahoňovského a Bohumila Kafky a po přerušení v letech 1917–19 (vojenská služba) požádal prof. Otakara Španiela, aby mohl dokončit studia v jeho ateliéru.
V letech 1919–1923 studoval sochařství na Akademii výtvarných umění u Jana Štursy a po absolvování studia se stal roku 1924 pomocníkem Otto Gutfreunda. Obdržel roční stipendium francouzské vlády a v letech 1925–1926 navštěvoval v Paříži kursy aktu v Grande Chaumiére a několik měsíců pracoval jako kreslič v ateliéru Le Corbusiera. Do Paříže se vracel během 30. let každoročně.
Po návratu do Prahy získal některé významné veřejné zakázky na reliéfní výzdobu budov (Právnická fakulta Univerzity Karlovy v Praze, 1928, Kostel sv. Václava ve Vršovicích, 1930–33).
Za války stavěl svůj vlastní ateliér. Dne 28. listopadu 1942 uzavřel v Prostějově sňatek se sochařkou Hanou Wichterlovou (1903—1990). Od roku 1946 do roku 1958 byl profesorem na Vysoké škole uměleckoprůmyslové v Praze, kde mezi jeho žáky patřili například Václav Frydecký nebo Jiří Seifert.
V roce 1966, u příležitosti 70. narozenin, byl vyznamenán Státní cenou za plastiky pro památník v Lidicích a jmenován Zasloužilým umělcem.
Stefan vystavoval poprvé roku 1922 se skupinou Devětsil a od roku 1930 s SVU Mánes. První samostatnou výstavu měl až roku 1980 v Národní galerii (Belveder). Jeho komorní plastiky vystavila roku 2001 Galerie Millenium.
Bedřich Stefan zemřel 31. března 1982 v Praze ve věku 86 let.

## Dílo
Závěrem studia ve Štursově ateliéru na Akademii vznikla podobizna Vincence Makovského (1922/3) a komorní plastika Sedící (1923), s níž se ucházel o stipendium v Paříži.
Podobně jako jiné Štursovy žáky, přitahovala Stefana osobnost Otto Gutfreunda, který se roku 1920 vrátil do Prahy a pracoval v zapůjčeném ateliéru Stefanova spolužáka Jana Laudy. Stefan se stal roku 1924 Gutfreundovým spolupracovníkem.
Na počátku 20. let rozvíjel Stefan obvyklé motivy sociálně civilního umění – ženy při běžné denní činnosti, sportovní a motoristické náměty (Matka myjící dítě, 1924, Oprava pneumatiky, 1924). Estetice poetismu se přibližuje jeho polychromovaná plastika z pálené hlíny Dívka s absintem (1924, NG). V Paříži se Stefan zajímal i o primitivní umění a přivezl s sebou do Prahy africké masky pocházející z Libérie a Pobřeží slonoviny (fotografoval J. Sudek). Společně s architektem Josefem Havlíčkem navrhl v roce 1924 hraniční orientační sloupy, které byly následně osazeny u československých hraničních přechodů.

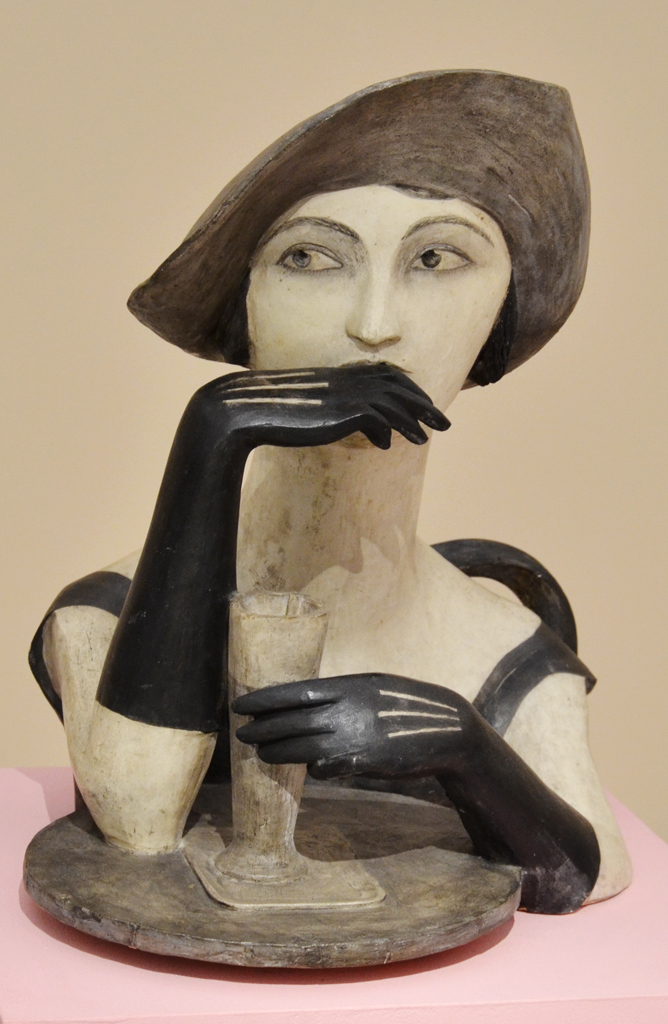
Dívka s absintem (1924), Národní galerie v Praze
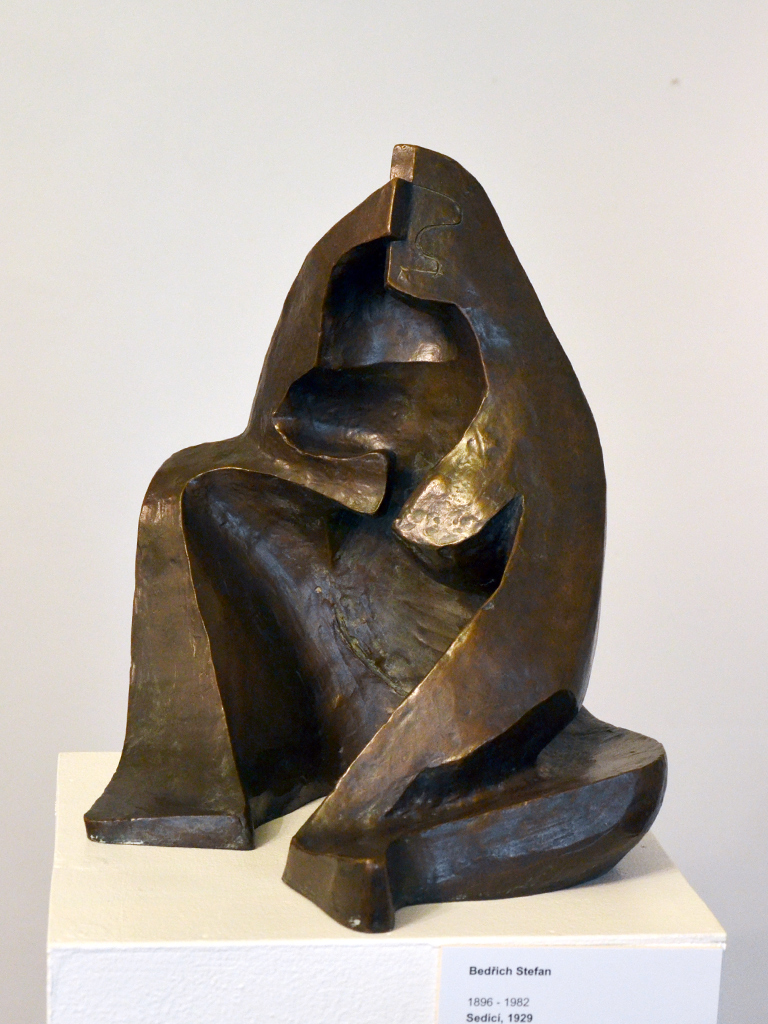
Sedící (1929), OG Liberec

Po návratu z Francie se stejně jako Gutfreund zabýval otázkami abstraktní sochařské formy a postupně dospěl až k radikální redukci základního tvaru lidské figury v mramorovém Torzu III (1929).
Podněty kubismu, projevující se geometrizovaným obrysem a rytmizací konvexních a konkávních ploch, jsou patrné na reliéfech pro Právnickou fakultu v Praze (1927–28). Ještě radikálnější jsou jeho komorní plastiky, v nichž volně nakládá s prostorovými plány a průniky ploch, propojením vnitřního a vnějšího prostoru a užívá expresivní modelaci detailů (Harlekýn, 1926, Ležící, 1927-28, Sedící, 1929).
V realizacích pro architekturu má významné místo reliéfní cyklus 14 zastavení Křížové cesty v Gočárově funkcionalistickém kostelu sv. Václava ve Vršovicích, který vznikal v letech 1930–33.

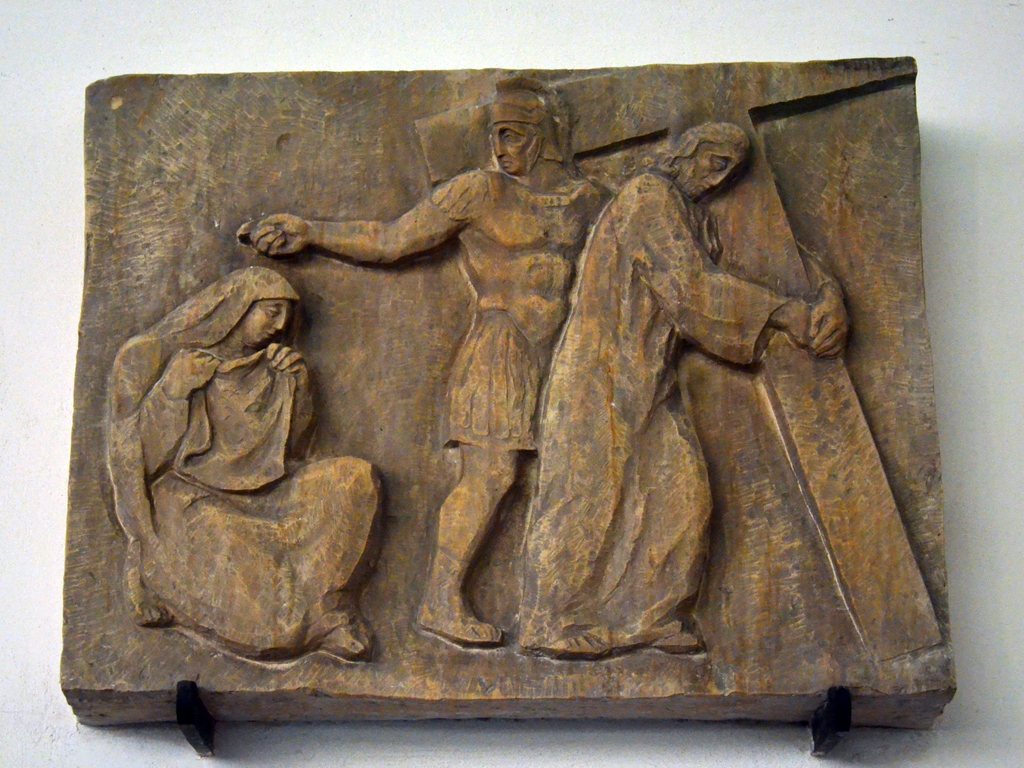
Křížová cesta (1930-33), Veroničina rouška, opuka

V následujících reliéfech pro Ředitelství drah v Hradci Králové (1933) a Pojišťovnu Lípa v Praze (po 1936) se Stefan vrátil ke klasicizujícím formám a navázal na práce svých předchůdců Bohumila Kafky a Josefa Mařatky. Ve stejné době vytvořil realistické oficiální portréty Kamila Krofty (1936) a Josefa Jana Friče (1939–40). U soutěžních návrhů pro chrám sv. Víta a Národní památník na Vítkově se vrátil k monumentalitě a strohosti výrazu v reakci na vnější ohrožení státu.
Během druhé světové války se Stefan věnoval návrhům plastik pro Kostel Nejsvětějšího srdce Páně na Vinohradech, náhrobku svého přítele, malíře Aloise Wachsmanna, a vytvořil monumentální mramorovou sochu Země (1946) pro halu Zemské banky v Praze.
V poválečných letech Stefan předložil návrh pomníku padlým a spolu s architektem Františkem Markem získal prvenství v soutěži na koncepci pietního území v Lidicích. Vytvořil zdejší plastiky Žena s růží, 1959 či Matka s dítětem, 1965, a dále znaky zničených měst a další architektonické prvky. V následujících letech podal soutěžní návrhy na nové mince, plakety a medaile (ČSAV, NM, NG) a pracoval s keramikou. Kromě dekorativních reliéfů pro budovy v Kladně vytvořil vázu pro československý pavilón na Expo 58 v Bruselu. V Příbrami v letech 1956–58 vytvořil vysoký pískovcový reliéf pro průčelí kulturního domu. Z šedesátých let pochází série návrhů pro kašnu před Salmovským palácem na Hradčanském náměstí (Setkání u studny 1966–72), která se ovšem nerealizovala. Navržené pískovcové sousoší bylo nakonec umístěno v parku v Dejvicích.

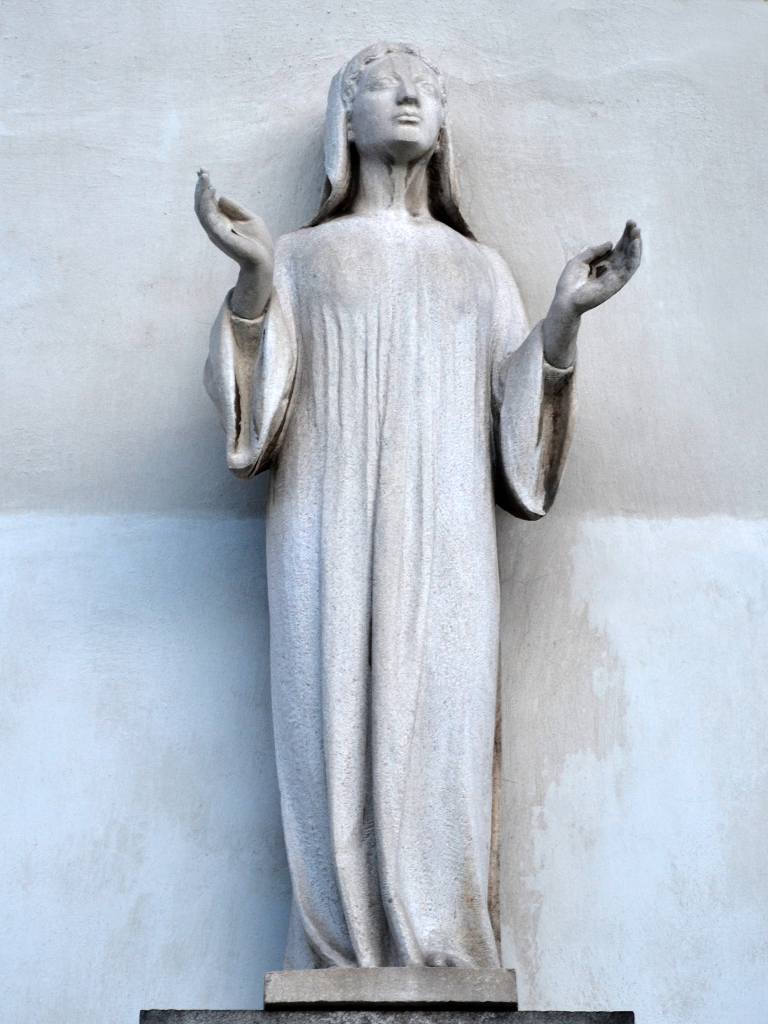
Orantka (1940-55), mramor, Kostel Nejsvětějšího srdce Páně
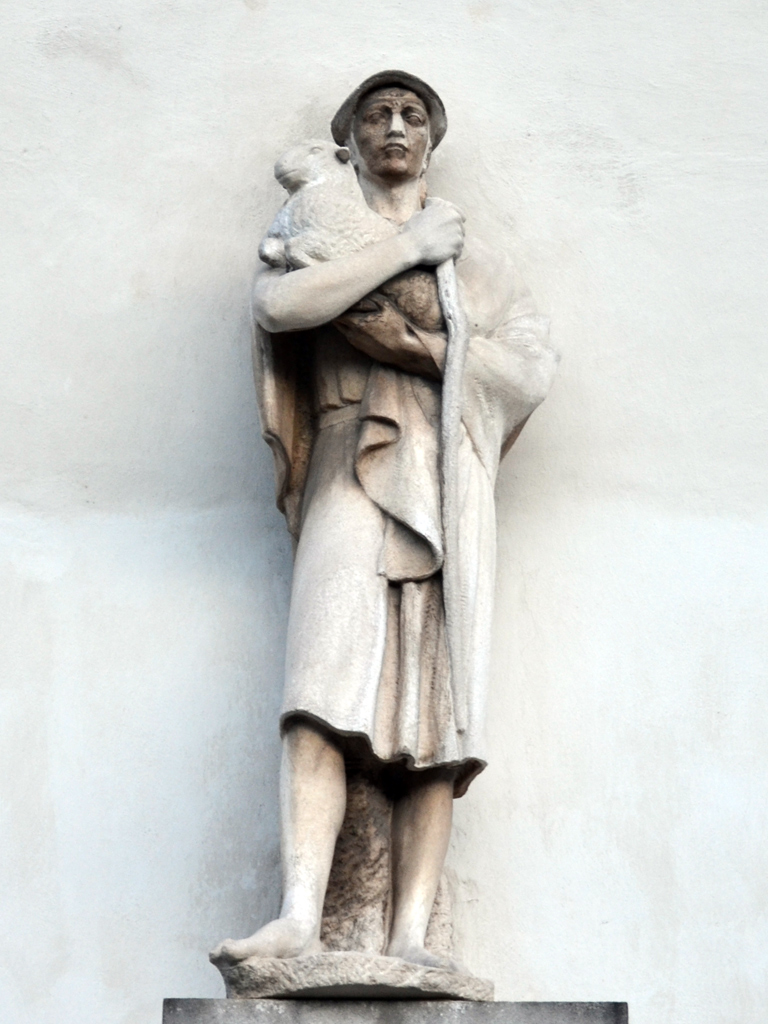
Dobrý pastýř (1940-49), mramor, Kostel Nejsvětějšího srdce Páně
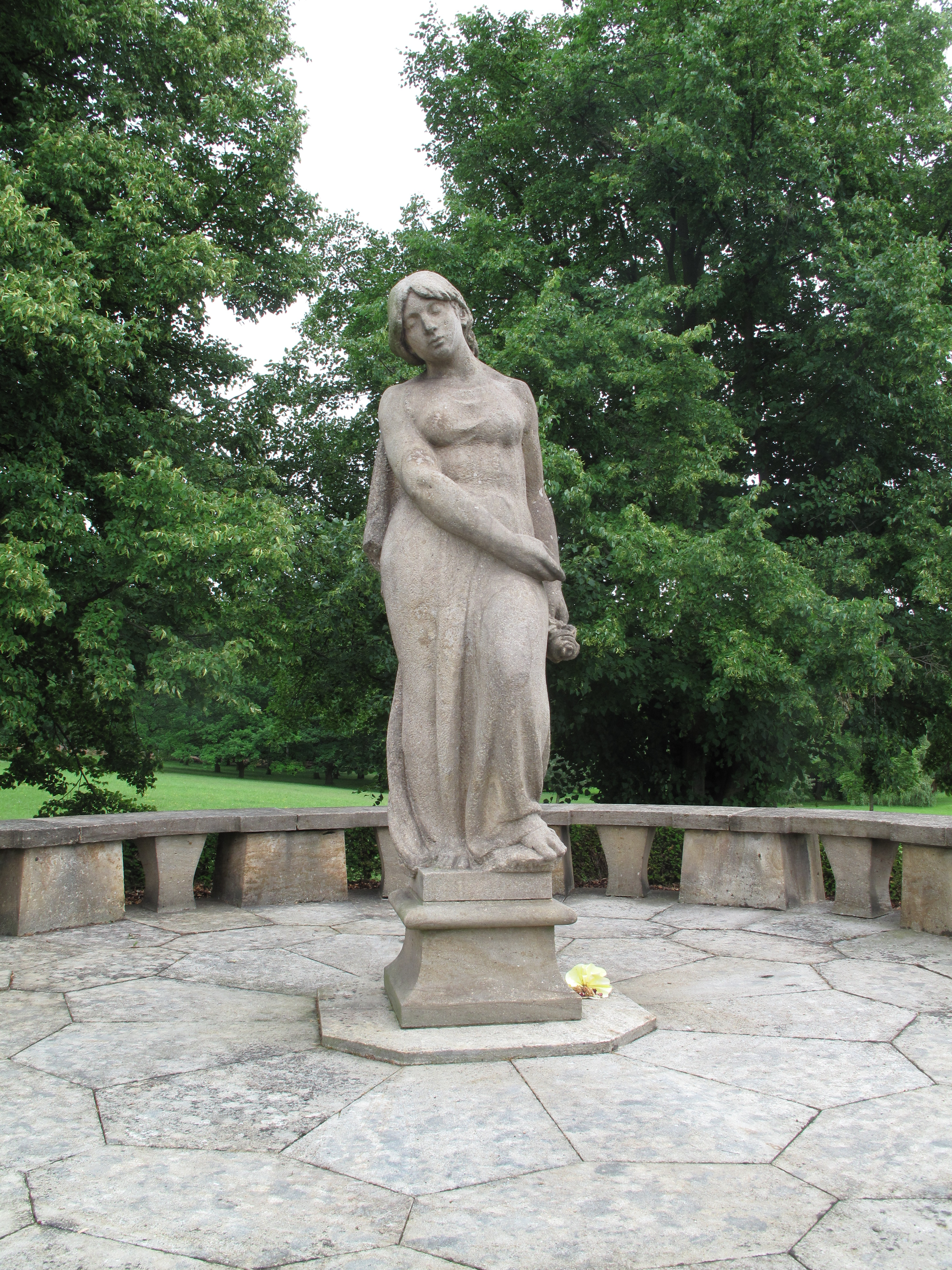
Žena s růží (1959), Lidice
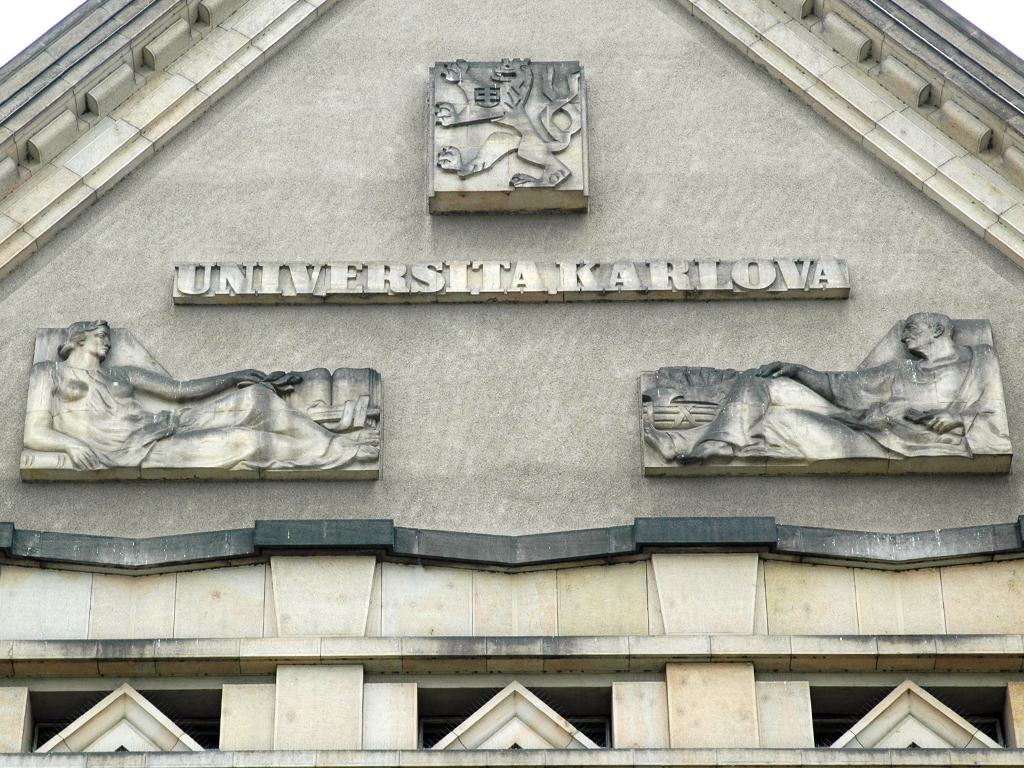
Nové právo, Římské právo (1927-28), reliéfy na štítu Právnické fakulty UK, Praha
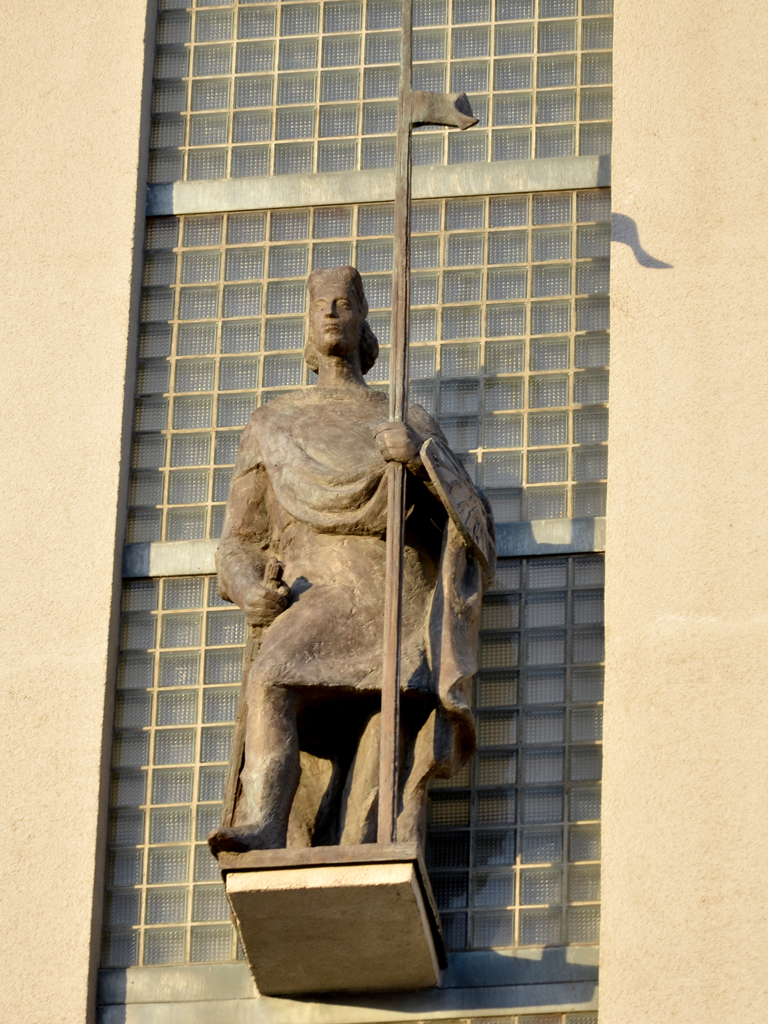
Bedřich Stefan (1929), Jan Roith (2010) Sv. Václav
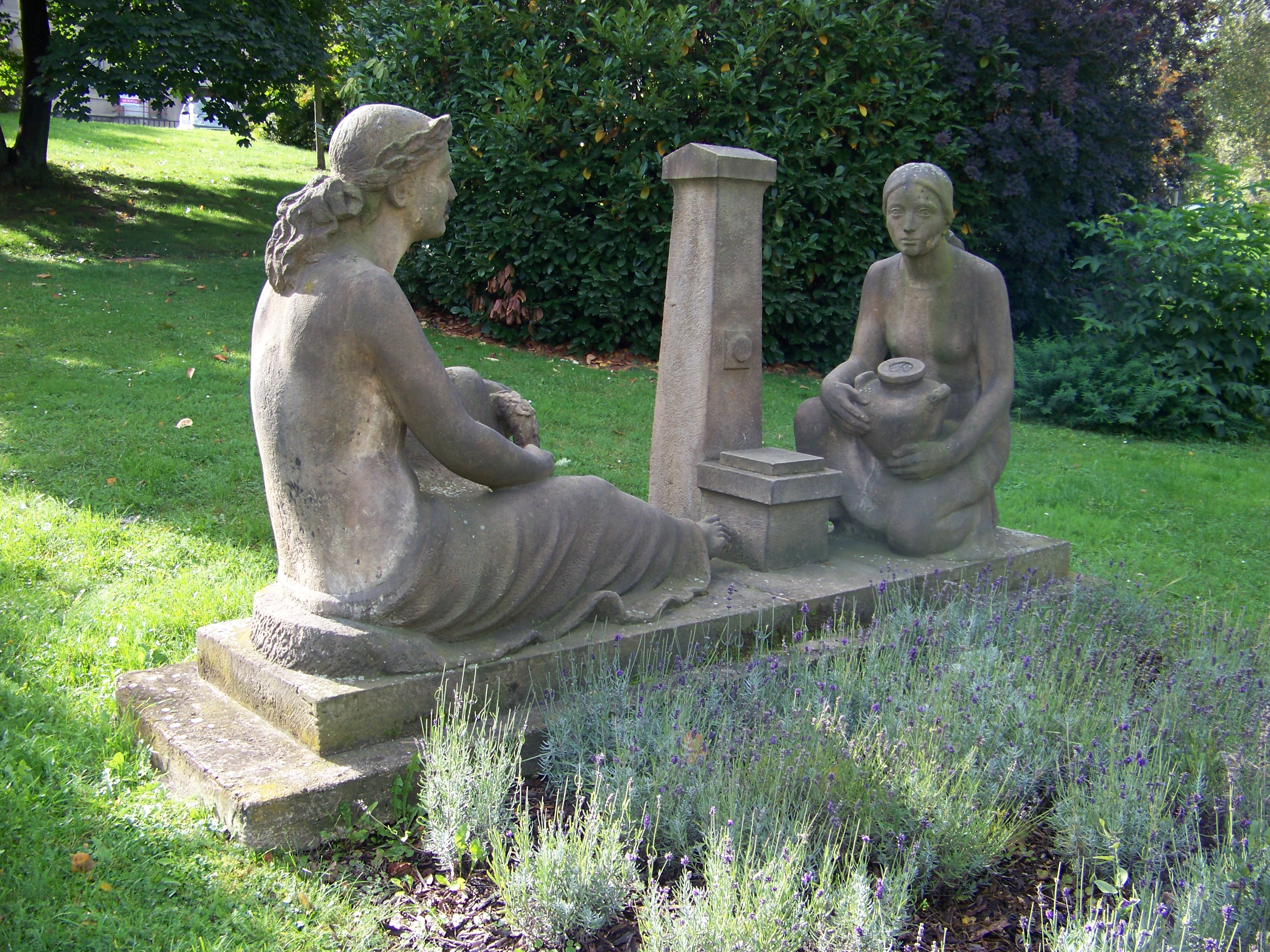
Setkání u studny, Evropská, Praha 6

### Ocenění
- 1955	pamětní mince k 10.výročí osvobození ČSR, 2. cena,
- 1966	Laureát státní ceny, Zasloužilý umělec[2]

### Zastoupení ve sbírkách
- Národní galerie v Praze
- Galerie Středočeského kraje v Kutné Hoře
- Uměleckoprůmyslové museum v Praze
- Národní muzeum
- Památník národního písemnictví
- Moravská galerie v Brně
- Galerie moderního umění v Hradci Králové
- Galerie umění Karlovy Vary
- Oblastní galerie v Liberci
- Alšova jihočeská galerie v Hluboké nad Vltavou
- Východočeská galerie v Pardubicích
- Krajská galerie výtvarného umění ve Zlíně

### Realizace (výběr)
- 1928 Reliéfy pro průčelí, Právnická fakulta Univerzity Karlovy
- 1930-33 Křížová cesta, Kostel sv. Václava ve Vršovicích
- 1933 Vlys pro průčelí Ředitelství drah v Hradci Králové
- 1936 Reliéf pro interiér pojišťovny Lípa v Praze
- 1940 Kostel Nejsvětějšího srdce Páně (Vinohrady), Dobrý pastýř, Orantka, sv. Kryštof
- 1959 Žena s růží, Památník Lidice
- 1965 Žena s dítětem, Památník Lidice
- 1972 Setkání u studně, Evropská tř., Praha

### Výstavy

#### Autorské
- 1980 Bedřich Stefan: Výběr z díla, Letohrádek královny Anny (Belveder), Praha
- 2001 	Bedřich Stefan: Komorní dílo / Intimate Work, Galerie Millennium, Praha

#### Společné (výběr)
- 1930	Secese z Mánesa, Topičův salon (1918-1936), Praha
- 1937	50 let Mánesa, Mánes, Praha
- 1937 	L'art moderne tchécoslovaque, Galerie Jean Charpentier, Paříž
- 1946	České moderní sochařství od Gutfreunda k Wagnerovi, Galerie Jos. R. Vilímek, Praha
- 1963 	Sociální umění dvacátých let, Galerie umění Karlovy Vary
- 1968 	České sochařství 19. a 20. století, Letohrádek královny Anny (Belveder), Praha
- 1968 Sculpture tchècoslovaque de Myslbek à nos jours, Musée Rodin (Hôtel Biron), Paříž
- 1970 Tschechische Skulptur des 20. Jahrhunderts: Von Myslbek bis zur Gegenwart, Schloß Charlottenburg - Orangerie, Berlín
- 1971	Umění a doba - České umění dvacátých let, Valdštejnská jízdárna, Praha, Palác Kinských, Praha
- 1971 	Jan Štursa a jeho žáci, Dům umění, Olomouc
- 1988 	Tschechische Kunst der 20er und 30er Jahre: Avantgarde und Tradition, Mathildenhöhe Darmstadt
- 1996 	Ostrov: České výtvarné umění 1918-1938 ze sbírek Českého muzea výtvarných umění, Galerie Zámeček, Příbram, Dům U Černé Matky Boží, Praha
- 2003	Ejhle světlo / Look Light, Moravská galerie v Brně, Jízdárna Pražského hradu, Praha
- 2006	Abstrakce první poloviny 20. století ze sbírek Galerie hlavního města Prahy, Dům U Zlatého prstenu, Praha